# 南ロシア軍
南ロシア軍(ロシア語:Вооружённые силы Юга Россииヴァアルジョーンヌィイェ・スィールィ・ユーガ・ラッスィーイ、略称:VSYuR；ВСЮР)は、戦術的・戦略的な白軍の合同軍組織。ロシア南部において1919年から1920年の間存続し、ロシア内戦に参加した。
1919年10月の時点で最大兵力27万に達し、火砲600、戦車38、航空機72、艦船120を保有した。

## 概要

### 緒戦
南ロシア軍は、1919年1月8日に白軍の義勇軍とドン全大軍が共同して赤軍との戦闘にあたった結果として結成された。
1919年5月17日には、南ロシア軍は南部戦線のソヴィエト勢力の撃滅とモスクワの占拠を目指し大規模攻勢を開始した。
5月中旬、南部戦線の軍勢はヴラジーミル・ギッチスの指揮の下7万3千に達し、460門の火砲を以ってドンバスへ進撃した。戦闘は、ドネツ川とマヌィチ川で行われた。
5月17日から24日にかけて、義勇軍、ドン軍、カフカース軍からなる南ロシア軍は、アントーン・デニーキン将軍の総軍指揮の下反撃に打って出、戦線を突破、アゾフ海域からカスピ海域までの一端を占拠、ウクライナ・ソヴィエトの首都ハリコフに大打撃を与えた。
同時に、ソヴィエト軍背後のドン上流、ウクライナ、ヴォローネシュ、タンボーフ県で蜂起が発生した。この鎮圧には、多大な兵力が必要とされた。
こうした困難な状況の連続を受け、5月から6月にかけてソヴィエト軍は重要な地域であったドンバス、ハリコフ、ツァリーツィンを放棄せざるを得なくなった。

### モスクワへの道
7月3日、デニーキンは自軍をモスクワへ向けて進撃させた。しかしながら、ソヴィエトの司令部は全力を持って南部戦線の補強に努めた。7月、その軍勢は18万を数え、900門の火砲を装備した。デニーキン軍の進撃速度は鈍った。ただ、右翼のカフカース軍が北へ突破し、7月22日にカムィーシンの占領に成功したのみであった。
8月中旬、ソヴィエト軍の南部戦線は白軍勢力の撃破とドン下流域の支配、そして北カフカースへの敵主力の退却阻止を目指して反撃を試みた。
敵が反撃の準備を行っていることを察知し、デニーキン軍司令部はその阻止に取り掛かった。8月10日には、赤軍の背後からコンスタンチーン・マーモントフ将軍に率いられたサーベル兵6千、銃剣兵3千、火砲12門からなる第4ドン・コサック軍団が奇襲を加えた。戦闘において、ソヴィエト司令部はミハイール・ラーシェヴィチを司令官とする内部戦線を形成した。総勢2万3千、航空機と装甲列車を装備したラーシェヴィチ軍の迎撃を前にマーモントフ軍は瓦解し、残存勢力も戦線を離脱せざるを得なくなった。
マーモントフ騎兵隊の奇襲は、赤軍の反撃を阻止することに失敗した。8月14日、第9・10軍、セミョーン・ブジョーンヌイに率いられた騎兵隊、ヴォルガ・カスピ海艦隊分遣隊からなる特別集団は、ロストフ、北ノヴォホピョーロスク、カムィーシンに大打撃を与えた。第8軍と第13軍の一部、ヴォローネシュ補強部隊からなるヴラジーミル・セリヴァチョーフの攻撃部隊は、リースキ地区からハリコフ近郊のクピャーンスクへ移動した。この反撃により、ソヴィエト軍はハリコフとツァリーツィンへ再接近することに成功した。しかし、いくつかの反撃は北方へ推し戻され失敗した。南部戦線でデニーキン軍のモスクワ進撃を食い止めるのには丸1ヶ月かかった。

### 白軍の反撃
9月、デニーキン軍は再び攻撃を続けた。9月20日には、彼らはクールスクを奪回し、10月6日にはヴォローネシュを、10月11日にはチェルニーゴフを占領した。北部を除くウクライナは、すでに8月に白軍によって占領されていた。
10月11日、南部戦線のソヴィエト軍は再び反撃に転じた。2週間以上にわたり、勝者が目まぐるしく交代する激闘が繰り広げられた。白軍は、10月13日にオリョールを占領したが、10月20日には早くも同市を放棄し撤退した。

### 崩壊と再建
10月末、義勇軍の頑強な抗戦はいよいよ崩壊した。オリョール、ヴォローネシュを失い、南方へ撤退せざるを得なかった。ドン軍の攻撃も、ソヴィエト軍の反撃に遭い11月12日に窮まった。
南ロシア軍の攻撃は失敗し、これにより彼らの戦略上のイニシアチヴの喪失が齎された。
1919年末から1920年初めにかけて、南ロシア軍は赤軍によって壊滅させられた。残存兵力は、クリミア半島に逃れた。デニーキン将軍と多くの将兵は国外へ亡命し、残る勢力はセヴァストーポリでピョートル・ヴラーンゲリ将軍を総軍司令官に選出した。
1920年5月11日、南ロシア軍はヴラーンゲリ将軍の下新たなる組織に改変され、名称もロシア軍と改められた。

## 組織
- 義勇軍(Добровольческая армия) - 1919年1月から、1919年1月 - 1919年3月の間はカフカース義勇軍(Кавказская Добровольческая армия)
- ドン軍(Донская армия) - 1919年1月から
- カフカース軍(Кавказская армия) - 1919年5月から
- クバーニ軍(Кубанская армия) - 1920年2月から
- クリミア・アゾフ義勇軍(Крымско-Азовская Добровольческая армия) - 1919年6月から第3アルメニア軍団分隊(3-й отдельный армейский корпус)
- トルキスタン軍分隊(Отдельная Туркестанская армия)
- テレク・ダゲスタン地方軍(Войска Терско-Дагестанского края) - 1919年7月から北カフカース軍(Войска Северного Кавказа)
- キエフ州軍(Войска Киевской области) - 1919年9月から
- ノヴォロシースク・クリミア軍(Войска Новороссии и Крыма) - 1919年9月から
- 黒海艦隊(Черноморский флот)
- カスピ海艦隊(Каспийская военная флотилия)

その他

## 総司令官
- アントーン・デニーキン中将 - 1919年1月8日 - 1920年4月4日
- ピョートル・ヴラーンゲリ中将 - 1920年4月4日 - 1920年5月11日